# Trasadingen
Trasadingen és un municipi del cantó de Schaffhausen (Suïssa).